# Reece Mastin
Reece Mastin (né le 24 novembre 1994) est un auteur-compositeur-interprète britannico-australien gagnant de la 3e saison de The X Factor australien en 2011. À la suite de l'émission il signe avec Sony Music Australia et sort son premier single Good Night. Le titre se classe numéro un en Australie et en Nouvelle-Zélande et Mastin est depuis certifié dans les deux pays disque de platine. En décembre 2011 il sort un album à son nom qui se classe numéro 2 des ventes en Australie, ce qui lui permet d'être certifié double disque de platine.

## Discographie

### Singles
- Good Night (2011)
- Shut Up & Kiss Me (2011)
- Shout It Out (2012)
- Girls (All Around The World) (2013)